# Клаус Балькенголь
Клаус Балькенголь (нім. Klaus Balkenhol, 6 грудня 1939) — німецький вершник.
Олімпійський чемпіон 1992 (командна виїздка), 1996 (командна виїздка) років, бронзовий призер 1992 року в індивідуальній виїздці.
Чемпіон Європи з виїздки 1991 (командна виїздка), 1993 (командна виїздка), 1995 (командна виїздка) років, срібний призер 1991 року в обов'язковій виїздці.
Переможець Всесвітніх ігор з кінного спорту 1994 року.
Срібний призер Всесвітніх ігор з кінного спорту 1994 року.